# Strychnos icaja
Espèce
Strychnos icaja est une espèce de plantes dicotylédones de la famille des Loganiaceae, originaire de l'Afrique tropicale.
Ce sont de grandes lianes pouvant atteindre 100 mètres de long qui poussent dans les forêts pluviales tropicales. Ces plantes contiennent diverses substances chimiques : des saponines, des iridoïdes, des composés phénoliques, ainsi qu'un mélange d’alcaloïdes indoliques dont la strychnine et la pseudostrychnine. Elles sont utilisées en médecine traditionnelle, ainsi que pour produire des poisons d'épreuve et des poisons de flèches.

## Dénominations
Cette plante porte différents noms, selon les langues et les régions : mbondo en lissongo, kpwili en mbwaka, et mbondo ou boundou dans plusieurs dialectes bantou du Gabon et de la République démocratique du Congo. 

## Taxonomie

### Synonymes
Selon The Plant List (29 août 2019) :
- Strychnos alnifolia Baker
- Strychnos dewevrei Gilg
- Strychnos inocua subsp. inocua
- Strychnos kipapa Gilg
- Strychnos mildbraedii Gilg
- Strychnos pusilliflora S. Moore
- Strychnos triclisioides Baker}
- Strychnos unguacha A. Rich.
- Strychnos venulosa Hutch. & M.B. Moss